# Тома Миленковић
Тома Миленковић (Чаири, Трстеник, 12. јануар 1935 — Београд, 7. мај 2018) био је српски историчар, доктор историјских наука, научни саветник у Институту за савремену историју у Београду.

## Биографија
Основну школу  завршио је у родном месту, ниже разреде гимназије у Трстенику, а Учитељску школу у Крагујевцу 1952. године. Радио је као учитељ у селима Штавичког среза-Тутин у периоду 1952-1955. На групу за историју Филозофског факултета у Београду уписао се 1955, а дипломирао 1959. године. Од 1960. је радио у Одељењу за историјске науке Института друштвених наука, а од 1969. до пензионисања 1999. у Институту за савремну историју у Београду. Прошао је природан научни пут од асистента до научног саветника 1982. Докторирао је 1972. са тезом Социјалистичка партија Југославије 1921-1929. Бавио се историјом Југославије између два светска рата, а из те области већу пажњу је поклањао радничком покрету, аграрној реформи, радничком законодавству, државним границама Краљевине СХС, као и руској и бугарској емиграцији у Југославији. На студијским истраживањима боравио је у Амстердаму, Москви, Софији, Лондону и Елисти. Објавио је 12 монографија, пет томова историјских извора и више од 90 студија, прилога, чланака, приказа и критика.
Био је ожењен Милицом Миленковић.
Преминуо је 7. маја 2018. у Београду.

## Важнији радови
- Radnički pokret u Vojvodini 1918-1920 (1968)
- Stav Radikalne stranke prema agrarnoj reformi u Jugoslaviji (1919-1929) (1970)
- Socijalreformističi pravac u radničkom pokretu jugoslovenskih zemalja (sredina 1917-2. avgust 1921) (1974)
- Socijalistička partija Jugoslavije 1921-1929 (1974)
- Privremeno radničko zakonodavstvo u Jugoslaviji 1918-1921 (1981)
- Banatska republika i mađarski komesarijat u Banatu (31. oktobar 1918-20. februar 1919) (1985)
- Međunarodna organizacija rada i Jugoslavija 1919-1929 (1986)
- Srpski socijalisti 1916. godine (1987)
- Državne granice Kraljevine Srba, Hrvata i Slovenaca (1992)
- Др Живко Јовановић – личност у сенци КПЈ (1996)
- Руски инжињери у Југославији 1919-1941 (1997)
- Калмици у Србији 1920 – 1944 (1998)
- Zapošljavanje u Srbiji. Knj. 1, Od začetaka do oslobođenja zemlje 1944 (2002)
- Школовање деце емиграната из Русије у Југославији 1919-1941 (2004)
- Трстеник и околина у Првом светском рату 1914-1918 (2007)
- Врњачки Руси (2008)
- Политичка емиграција из Бугарске у Југославији 1923-1944 (2018)[2][3]